# Voetbalkampioenschap van Elbe-Elster 1923/24
In 1923/24 werd het vierde voetbalkampioenschap van Elbe-Elster gespeeld, dat georganiseerd werd door de Midden-Duitse voetbalbond. De voorgaande jaren was de competitie ondergebracht in de Kreisliga Nordwestsachsen en fungeerde daar als tweede klasse omdat de clubs niet sterk genoeg bevonden werden voor de hoogste klasse. De clubs konden ook geen promotie afdwingen. De competitie werd nu als Gauliga Elbe-Elster terug opgewaardeerd als hoogste klasse. Er waren twee groepen en de winnaars bekampten elkaar voor de titel. 
Preußen Biehla werd kampioen en plaatste zich voor de Midden-Duitse eindronde. De club verloor meteen van Riesaer SV 03.

## Gauliga

### Groep Elbe
| Plaats | Club                        | Wed. | W | G | V | Saldo | Ptn. |
| ------ | --------------------------- | ---- | - | - | - | ----- | ---- |
| 1.     | SV Vorwärts Falkenberg      | 6    |   |   |   | 22:4  | 12:0 |
| 2.     | BC Dommitzsch               | 6    |   |   |   | 12:8  | 8:4  |
| 3.     | FC Hartenfels 1909 Torgau   | 6    |   |   |   | 9:8   | 7:5  |
| 4.     | VfB 1907 Herzberg           | 6    |   |   |   | 19:15 | 6:6  |
| 5.     | FC Annaburg                 | 6    |   |   |   | 12:19 | 4:8  |
| 6.     | FC Sportfreunde 1910 Torgau | 6    |   |   |   | 9:24  | 3:9  |
| 7.     | FSV Allemannia 1908 Jessen  | 6    |   |   |   | 6:11  | 2:10 |

|  | Finale titel |
|  | Degradatie   |

### Groep Elster
| Plaats | Club                       | Wed. | W | G | V | Saldo | Ptn. |
| ------ | -------------------------- | ---- | - | - | - | ----- | ---- |
| 1.     | SC Preußen 1909 Biehla     | 5    |   |   |   | 24:3  | 8:2  |
| 2.     | SV 08 Bockwitz             | 5    |   |   |   | 15:7  | 8:2  |
| 3.     | Eintracht Bockwitz         | 5    |   |   |   | 18:9  | 6:4  |
| 4.     | FC Fortuna Mückenberg      | 5    |   |   |   | 8:20  | 4:6  |
| 5.     | SV Elster 1908 Elsterwerda | 5    |   |   |   | 4:13  | 2:8  |
| 6.     | Hertha Naundorf            | 5    |   |   |   | 7:24  | 2:8  |

### Finale
|  |                        |       |                        |  |
|  | SC Preußen 1909 Biehla | 6 – 2 | SV Vorwärts Falkenberg |  |
|  |                        |       |                        |  |